# Cardiff City Stadium
Cardiff City Stadium é um estádio de futebol situado no distrito de Leckwith, em Cardiff, País de Gales. Foi inaugurado em 2009 e é a casa do Cardiff City, da EFL Championship. O estádio é gerido pelo Cardiff City Stadium Ltd., que é propriedade do Cardiff City Football Club Holdings Ltd. O estádio também foi casa  da equipe de rugby Cardiff Blues até a temporada 2011-12, embora originalmente os Blues tivessem o direito de usá-lo até 2029.